# 泰勒·奧克利
馬修·泰勒·奧克利（Mathew Tyler Oakley，1989年3月22日—），美國YouTuber、社會活動家和作家。他的大部分活動都致力於為LGBT權利以及包括醫療保健、教育和預防LGBT青年自殺在內的社會問題發聲。奧克利會定期發佈各種題材的影片，例如酷兒政治、流行文化和幽默。上傳第一部影片《Raindrops》後，目前他的頻道有超過6億8000萬的觀看數，最高峰時更有達770萬的訂閱者。在Facebook和Tumblr上亦擁有幾十萬的追隨者。截至2018年10月，他在Twitter和Instagram分別有超過630萬和620萬的追隨者。
奧克利同時也是一位已經出櫃的同性戀者。2015年，奧克利透過西蒙與舒斯特出版自己的首本散文集——《狂歡》（Binge）。

## 早年生活

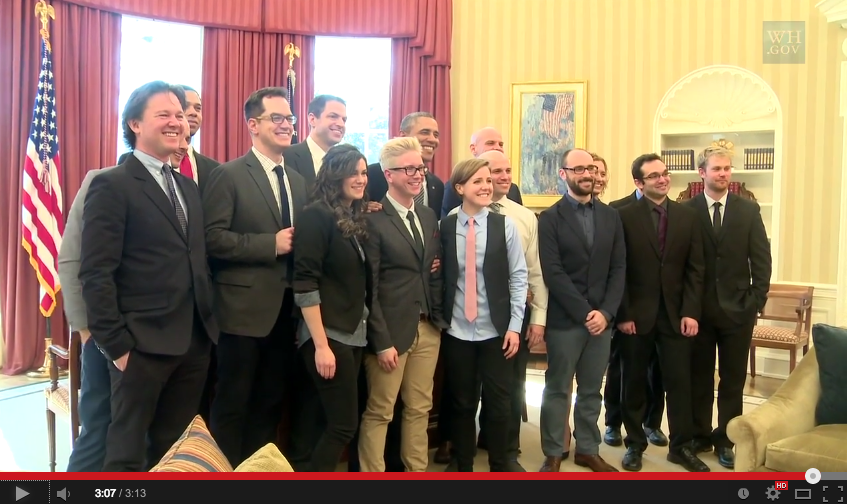
奧克利在2014年獲時任美國總統巴拉克·奧巴馬邀請拜訪白宮

奧克利在1989年3月22日出生於密西根州的傑克遜，有十二個兄弟姊妹。當其還是個嬰孩的時候，他的父母就離婚了。六年級時，奧克利搬到奧克莫斯，並在當地就讀學校時加入了合唱社和戲劇社。在青少年時期，他則受神經性暴食症所困。奧克利之後從密西根州立大學畢業，並取得傳播、營銷和社交媒體的文學士學位。在此期間，他與交往了一段時間的男友分手並陷入短暫的抑鬱，甚至考慮過自殺。這段時間亦是奧克利首次嘗試用YouTube與其在不同大學就讀的高中同學進行交流。

## 在社交媒體上
奧克利於2007年剛入讀密西根州立大學時便開始在YouTube上傳影片，其第一部影片《Raindrops》截至2018年10月21日已在YouTube上擁有超過50萬次的觀看數。他曾是合作頻道「5AwesomeGays」的前成員，在那裡製作了超過三年的星期五影片。
奧克利也是多個社交平台的活躍用戶。作為一位自稱是「專業狂熱愛好者」的人，他是《欢乐合唱团》達倫·克里斯的粉絲，也是CBS清談節目《The Talk》中陳曉怡的支持者。奧克利還曾與電視節目主持杰里·斯普林格一起與英國樂團一世代合唱。
奧克利也因為一些知名人士或組織的關注而聞名，例如一世代的連恩·佩恩、《歡樂合唱團》的克里斯·柯爾弗和連鎖快餐店塔可鐘。因為其在社交媒體（尤其是YouTube）上的成功，他在2014年獲時任美國總統巴拉克·奧巴馬的邀請到訪白宮，同場的YouTuber還有漢娜·哈特、VSauce、洛伊特·阿爾奎斯特和班尼·法恩 。奧克利亦因此與時任美國第一夫人蜜雪兒·歐巴馬一起拍攝一條講述教育問題的影片。
奧克利將其發跡歸功於自身作為一位年輕同性戀者的親和力，他表示：「這並不全是說我是同性戀，這更像是把我的（同性戀主題）主題融入在每條影片的角落」。奧克利亦認為艾倫·狄珍妮是一位模範的榜樣：「她體現了我想要的經歷和影響力，而這些經歷是積極且快樂的，與那些關於生活的不好之事或許多事情的缺點無關。艾倫正善用她的影響力，每個人都知道她是誰，她代表什麼？女同性戀」。另外，奧克利也是《泰勒·奧克利秀》（The Tyler Oakley Show）的主持人，該節目曾每週會在艾倫·狄珍妮的ellentube平台上播放。
《倡导》在2014年的「40 under 40：Emerging voices」中說道，由於奧克利在YouTube上的出現，他是許多人知道的第一位公開的同性戀者。2017年1月，他被《福布斯》列入當年最具影響力的30位30歲以下人士的榜單內。

## 節目
在電視上，奧克利已經在多個廣擂平台上露面，包括在國家電視台上。他還曾在2014年兒童票選獎的紅地毯上作現場採訪，而在其他典禮上亦不時看到奧克利擔任「記者」的身影。2013年3月至同年10月，奧克利與PopSugar的貝卡·弗魯赫特（Becca Frucht）合作主持每週更新的流行文化節目《Top That!》。在2013至2014年，他則為在《學校裡最受歡迎的女孩》出現五集的麥尼利先生（Mr. McNeely）獻聲 。
2014年奧克利舉辦一個名叫「泰勒·奧克利的睡眠派對」（Tyler Oakley's Slumber Party）的巡迴表演，以穿著睡衣和小喜劇為特色，並有與觀眾互動的時候，其兩場獨立節目的舉行日期和地點是10月初的芝加哥和加州皇家橡。同年12月的七場活動都在東岸進行，並預計最終會於40個城市舉辦。《綜藝》的托德·斯潘格勒（Todd Spangler）評論指活躍於網上的名人往真人節目進發的趨勢正逐年上升，而奧克利則一直是DigiTour的2014年YouTube美國夏季巡演和Vine的一份子。
奧克利於2015年宣佈自己將會與好友柯瑞·庫爾（Korey Kuhl）一起參加第28季的《极速前进》，最終他們以季軍作結。

## 志工與慈善服務
奧克利是預防LGBT青年自殺的組織特雷弗專案的支持者。他曾於2009年在該處當實習生，並從2011年開始共同主持其年度慈善活動TrevorLIVE。2013年，奧克利為特雷弗專案眾籌了29,000美元，超出原定的24,000元目標（設這數目的原因是他在2014年時年滿24歲）。下一年他在類似的活動中籌集了525,704美元，並在2015年籌募了532,224元。

## 書籍
- 《狂歡》（Binge，2015）

## 獎項與提名
| 年份 | 提名人                                          | 獎項                                     | 結果 |
| ---- | ----------------------------------------------- | ---------------------------------------- | ---- |
| 2014 | 他自己                                          | 肖蒂獎YouTube之星                        | 提名 |
| 2014 | 他自己                                          | 肖蒂獎年度影片博客                       | 提名 |
| 2014 | 他自己                                          | 肖蒂獎年度博客                           | 提名 |
| 2014 | 他自己                                          | 肖蒂獎年度行動家                         | 提名 |
| 2014 | 他自己                                          | 肖蒂獎Petty Category                     | 提名 |
| 2014 | 他自己                                          | 肖蒂獎年度第一人                         | 提名 |
| 2014 | 他自己                                          | 特雷弗青年革新獎                         | 獲獎 |
| 2014 | 他自己                                          | 《Out》百大讀者票選獎                    | 獲獎 |
| 2014 | 他自己                                          | 好萊塢青年獎爆紅明星獎                   | 提名 |
| 2014 | 他自己                                          | 青少年票選獎網際網路明星票選獎           | 獲獎 |
| 2014 | 《The Boyfriend Tag》 （w/ 特洛伊·希文）        | 青少年票選獎網際網路合作獎               | 獲獎 |
| 2014 | 他自己                                          | 肖蒂獎年度藝人                           | 獲獎 |
| 2014 | 他自己                                          | 肖蒂獎年度行動標誌                       | 獲獎 |
| 2014 | 他自己                                          | 肖蒂獎年度第一人                         | 提名 |
| 2015 | 《Psychobabble》 （w/ 泰勒·奧克利 & 柯瑞·庫爾） | 播客獎年度LGBTQ+播客獎                   | 獲獎 |
| 2015 | 他自己                                          | 威比獎年度第一人                         | 提名 |
| 2015 | 他自己                                          | 肖蒂獎播客獎                             | 提名 |
| 2015 | 他自己                                          | 《時代雜誌》互聯網上30大最具影響力的人物 | 獲獎 |
| 2015 | 他自己                                          | GLAAD戴維森/瓦倫蒂尼獎                   | 獲獎 |
| 2015 | 他自己                                          | 《好萊塢報導》25大網路明星               | 獲獎 |
| 2015 | 他自己                                          | 肖蒂獎年度藝人                           | 提名 |
| 2015 | 他自己                                          | MTV粉絲獎年度社交平台明星                | 提名 |
| 2015 | 他自己                                          | 青少年票選獎網際網路明星票選獎           | 提名 |
| 2015 | 他自己                                          | 青少年票選獎YouTuber獎                   | 提名 |
| 2015 | 他自己                                          | 肖蒂獎第一人稱系列獎                     | 提名 |
| 2015 | 他自己                                          | 肖蒂獎社會公益活動獎                     | 提名 |
| 2016 | 他自己                                          | 威比獎網路人士獎                         | 提名 |
| 2016 | 他自己                                          | 威比獎最佳網路人士/主持獎                | 獲獎 |
| 2016 | 他自己                                          | 肖蒂獎年度YouTuber獎                     | 提名 |
| 2016 | 他自己                                          | 《Out》五十大強人                        | 獲獎 |
| 2016 | 他自己                                          | 青少年票選獎網際網路明星票選獎           | 提名 |
| 2016 | 他自己                                          | 《好萊塢報導》25大網路明星               | 獲獎 |
| 2016 | 他自己                                          | 《綜藝》Famechangers                     | 獲獎 |
| 2017 | 他自己                                          | 全美民選獎最愛YouTube之星                | 提名 |
| 2017 | 他自己                                          | Out Web Fest先鋒獎                       | 獲獎 |
| 2018 | 他自己                                          | 肖蒂獎2018年百世流芬獎                   | 獲獎 |
| 2018 | 他自己                                          | HRC獎2018年視界獎                        | 獲獎 |
| 2018 | 他自己                                          | Out Power 50獎2018年原創之力獎           | 獲獎 |
| 2018 | 他自己                                          | 青少年票選獎網際網路明星票選獎           | 提名 |

## 外部連結
- 泰勒·奧克利在互联网电影资料库（IMDb）上的資料（英文）
- 泰勒·奧克利的X（前Twitter）
- 泰勒·奧克利的Instagram帳戶
- Tyler Oakley's Official Wattpad Profile